# Сие Си
Сие Си (на китайски: 谢思埸) е китайски състезател по скокове във вода. Роден е в Шантоу, Китай. Той е двукратен олимпийски шампион от игрите в Токио (2020) и четирикратен световен шампион (Казан, 2015), (Будапеща, 2017) и (Куанджу, 2019). Шампион е на азиатските игри в Джакарта през 2018. Състезава се за клуб „CAMO“.